# يسعد بورحلي
يسعد بورحلي (بالإنجليزية: Isâad Bourahli) (مواليد 23 أبريل 1974 في سطيف) لاعب كرة قدم جزائري دولي يجيد اللعب في خط الهجوم. يلعب حاليا لصالح نادي اتحاد الجزائر الجزائري من سنة 2007.

## روابط خارجية
- يسعد بورحلي على موقع قاعدة بيانات كرة القدم.إي يو (الإنجليزية)
- يسعد بورحلي على موقع ناشيونال فوتبول تيمز (الإنجليزية)